# Radiohead
Radiohead és un grup anglès de rock alternatiu, format per un grup d'amics de col·legi a Abingdon, Oxfordshire, el 1985. Els membres del grup són Thom Yorke (cantant, guitarra rítmica, piano), Jonny Greenwood (guitarra principal, teclats), Ed O'Brien (guitarra, veus addicionals), Colin Greenwood (baix, sintetitzadors) i Phil Selway (bateria, percussió). Són considerats com un dels grups més avantguardistes i prestigiosos dels darrers temps.
Llançaren el seu primer senzill l'any 1992, «Creep», però va passar molt desapercebut a l'inici. Amb el llançament de l'àlbum de debut, Pablo Honey, la cançó esdevingué un èxit mundial durant molts mesos i aconseguiren força popularitat al Regne Unit. El seu tercer àlbum d'estudi, OK Computer (1997), els proporcionà gran fama mundial i és considerat com un dels millors àlbums dels anys 90. Posteriorment evolucionaren el seu estil musical cap a la música electrònica experimental amb una consegüent disminució de vendes. Els primers sis àlbums del grup es llançaren sota discogràfiques subsidiàries d'EMI, amb més de 25 milions de còpies venudes fins al 2007. El setè disc fou originalment llançat digitalment de franc i els clients podien escollir el preu a pagar.
Els treballs de Radiohead apareixen en nombroses llistes de la crítica formant part dels millors grups musicals de la història. Els primers àlbums foren de gran influència en la música rock i pop del Regne Unit.

## Història

### Inicis
Els membres del grup es van conèixer mentre assistien a l'escola masculina d'Abingdon School, Oxfordshire. Thom Yorke i Colin Greenwood estudiaven junts, Jonny Greenwood era dos anys més petit i Ed O'Brien i Phil Selway un any més gran. L'any 1985 van formar la banda "On a Friday", en referència a la sala de l'escola on solien assajar. L'any 1987, els grans van acabar els estudis escolars per accedir a la universitat, però la banda no es va separar i continuaven assajant durant els caps de setmana i les vacances. El 1991, quan ja només estudiava en Jonny a la universitat, el grup va començar a gravar demos i realitzar petites actuacions en directe.
El nombre de concerts es va incrementar i diversos segells discogràfics es van interessar en el grup. El productor Chris Hufford va quedar impressionat pel grup durant un concert i es va oferir a co-produir una demo amb Bryce Edge. Des de llavors, ambdós continuen sent els mànagers de la banda. A les darreres setmanes de 1991, Colin Greenwood va coincidir amb Keith Wozencroft, representant d'EMI, en la botiga de música on treballava, i el va convèncer per signar un contracte de sis àlbums amb la discogràfica. Abans de signar, la companyia els va suggerir canviar el nom del grup i ells van accedir a canviar-lo per Radiohead, inspirats en una cançó de Talking Heads.

### Primers èxits:Pablo HoneyiThe Bends(1992−1995)
Radiohead va enregistrar el seu primer Extended Play, Drill, que publicaren el març de 1992. La seva repercussió va ser molt pobre i van començar a treballar amb Paul Kolderie i Sean Slade, que havien treballat amb importants bandes indies estatunidenques com Pixies i Dinousaur Jr. per preparat el seu àlbum de debut. Amb el llançament del seu primer senzill, "Creep" a final d'any, la banda va començar a atraure l'atenció dels mitjans britànics, encara que no sempre de forma positiva. Per exemple, l'emissora britànica BBC Radio 1 va censurar la cançó perquè consideraven que era massa depressiva. Finalment van publicar Pablo Honey el febrer de 1993 i va arribar a la posició 22 de la UK Albums Chart malgrat els seus senzills no es van convertir en hits musicals en les llistes. Dins l'època que el grunge (amb bandes com Nirvana i Pearl Jam) i el rock alternatiu dominaven les ràdios i els principals llistats de música, la majoria de crítics els van considerar com una banda "one-hit wonders" que aprofitava el camí obert per aquests grups. A poc a poc, Radiohead va anar atraient a més públic mentre "Creep" s'anava fent popular en el circuit independent. Poc després van sortir del país per primera vegada per tocar en un concert a Israel i a l'estiu van començar la seva primera gira nord-americana. El videoclip de "Creep" fou emès en nombroses ocasions per la MTV. Als Estats Units va arribar a la segona posició de la llista de rock alternatiu i paral·lelament fou rellançat al Regne Unit a final d'any arribant a la setena posició. L'èxit inesperat als Estats Units va provocar que el segell improvisés nous plans promocionals i realitzar una llarga gira durant tot el 1993. Els membres del grup van descriure la gira com molt difícil, ja que estaven tocant les mateixes cançons que havien gravat ja feia dos anys, quan ells estaven ansiosos per començar a treballar en les noves cançons.
La banda va començar a treballar en el nou àlbum el 1994 amb el productor John Leckie i en els mítics estudis Abbey Road. La pressió i les tensions sobre el grup eren evidents per superar l'èxit anterior i els membres no es trobaven còmodes dins l'estudi.
 Finalment van decidir canviar de localització per fer concerts amb les noves cançons i gravar en diferents llocs de tot el món com l'Extrem Orient, Australàsia o Mèxic. El resultat final fou la publicació de l'EP My Iron Lung a la fi de 1994. Aquest treball marcà una transició cap a un so més profund que apuntava el seu segon àlbum d'estudi. La promoció en emissores de ràdio alternatives provocà unes vendes superiors a les esperades suggerint la idea que el grup ja disposava d'una base de seguidors fidel al grup. Poc després van acabar l'enregistrament del segon àlbum, The Bends, i el publicaren al març de 1995. Gràcies a les denses atmosferes assolides amb tres guitarres, a l'ús de més teclats i a l'expressiu estil de cantar (generalment en falset) del seu líder, Thom Yorke, el nou treball va atraure l'atenció de nous seguidors britànics. Tot i que el grup no entrava dins l'escena Britpop que dominava els mitjans de comunicació en aquella època, la composició i les actuacions en directe van rebre crítiques molt positives per part de la premsa del seu país. Havent aconseguit per fi el reconeixement dels mitjans de comunicació, la banda va llançar-se durant el 1995 a una nova gira per Europa i els Estats Units, acompanyant en moltes ocasions a R.E.M., del qual havien rebut moltes influències. Malgrat que cap senzill va superar l'èxit puntual de "Creep" a tot el món, el grup va quedar satisfet amb la recepció de l'àlbum.

### OK Computer, fama mundial (1996–1998)
A les acaballes de 1995, Radiohead va gravar i llançar la cançó "Lucky" per promocionar el disc solidari The Help Album de War Child. A principis del 1996 va començar a enregistrar les primeres cançons del següent treball sota la producció de Nigel Godrich. Abans de completar el nou treball, el grup va tornar a anar de gira fent de taloners d'Alanis Morissette amb la intenció de perfeccionar el directe de les noves cançons. Ja amb més tranquil·litat, es van tornar a reunir per escriure i gravar la resta de cançons fins que es va fer la producció a principis de 1997.
Ok Computer fou publicat el juny de 1997 amb cançons molt treballades de rock melòdic, sons experimentals de música ambient amb influències electròniques i lletres menys personals. L'aclamació de la crítica fou extraordinària i els membres del grup quedaren molt sorpresos d'aquesta rebuda després dels problemes que havien tingut en els anteriors treballs. Posteriorment fou declarat com un dels millors i més influents treballs dels anys 90. El disc es col·locà directament en el lloc més alt de la llista britànica catapultant el grup a l'èxit comercial arreu del món. Tot i no arribar molt amunt en la llista estatunidenca, el grup va rebre el seu primer premi Grammy en reconeixement de la seva trajectòria amb el guardó de millor àlbum alternatiu i la nominació a millor àlbum de l'any. Les cançons "Paranoid Android", "Karma Police" i "No Surprises" foren extretes de l'àlbum com a senzills, i de les quals la segona fou la que tingué més èxit internacional. Seguidament, el grup començà la gira mundial "Agains Demons" mentre Grant Gee s'encarregava de filmar els concerts per llançar el material en un documental titulat "Meeting People Is Easy" l'any 1999. En aquesta pel·lícula es podia comprovar la seva desafecció amb la indústria musical i els mitjans de comunicació.

### Kid AiAmnesiac, canvi de so (1999–2001)

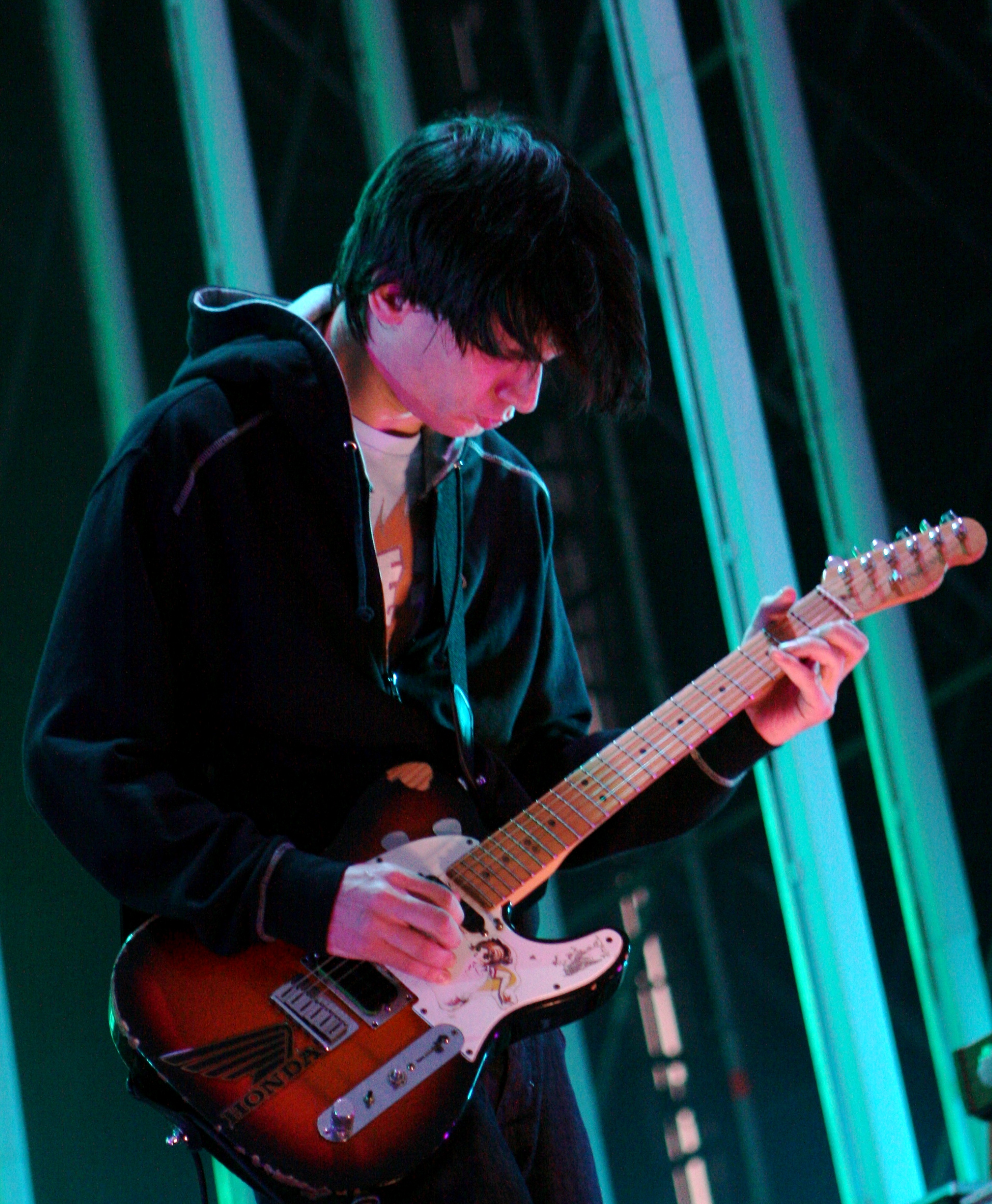
Radiohead en concert a Barcelona (2008).

Després de l'extensa gira mundial, el grup estigué força temps inactiu perquè Yorke va desenvolupar una forta depressió i els membres van estar prop de separar-se. A principis de 1999, Radiohead va començar a treballar amb el següent treball musical, això no obstant, ràpidament van aparèixer les pressions per part de la discogràfica sobre la data de finalització i també van sorgir les diferents visions musicals dels membres. Sota la producció de Nigel Godrich i aïllats en diferents estudis europeus, tots els integrants van decidir prendre una nova direcció musical redefinint els seus rols instrumentals de la banda. Després de gairebé divuit mesos, les sessions de gravació es van acabar a l'abril de 2000.
A l'octubre de 2000, Radiohead va publicar el seu quart àlbum, Kid A, el primer dels dos àlbums enregistrats en aquestes sessions de gravació. Partint de la base estilística d'OK Computer, aquest nou treball mostrava un estil més minimalista amb menys parts de guitarra i una instrumentació més diversificada com ones Martenot, beats electrònics programats, orquestra de corda i trompa de jazz. El disc va debutar a la primera posició en molts països, a més d'esdevenir un dels pocs grups anglesos que va triomfar als Estats Units. No van llançar cap senzill del disc però si que van sonar per les emissores de ràdio promos d'"Optimistic" i "Idioteque". El disc fou guardonat el 2001 amb un premi Grammy com a millor àlbum alternatiu i una nominació per millor àlbum de l'any. Motiu de discussions, elogis i crítiques tant en els cercles de música independent, com els mitjans mediàtics o pels seus propis seguidors, a mesura que va anar passant el temps, se'l va considerar el seu millor treball.
Amnesiac fou publicat al juny de 2001 amb les cançons addicionals gravades durant el mateix temps que Kid A. L'estil musical és molt similar en la fusió de la música electrònica i influències de jazz però amb més ús de guitarres. També fou un èxit mundial per la crítica i també comercial, coronant diverses llistes d'àlbums. Als Estats Units arribà a la segona posició i fou nominat als premis Grammy i els Premis Mercury. Després del llançament, el grup es va embarcar en una nova gira mundial que els va portar per Amèrica del Nord, Europa i Japó.

### Hail to the Thiefi parèntesis (2002–2004)
A l'estiu de 2002, mentre estaven de gira, van tocar diverses cançons noves que van enregistrar poc després a Los Angeles, novament amb Nigel Godrich. Van mantenir aquest procés de gravació més relaxat gravant cançons a poc a poc per evitar les tensions que van tenir en àlbums anteriors. L'àlbum Hail to the Thief, el sisè de la seva trajectòria, fou publicat el juny de 2003. En aquest treball van intentar combinar la seva música electrònica i l'experimentació amb les guitarres dels seus primers treballs. Malgrat que la crítica va elogiar el disc, molts mitjans van indicar que era creativament inconsistent. El seu èxit fou molt positiu, debutant al número u al Regne Unit i al tres als Estats Units. El disc fou nominat a millor àlbum alternatiu als Grammys mentre el productor Godrich i l'enginyer Darrell Thorp foren guardonats amb el premi de Best Engineered Album. Al maig de 2003 van començar una gira mundial que va durar un any. Poc després van començar a compondre les primeres cançons del nou treball però aviat van decidir pendre's tot l'any 2004 per descansar i poder treballar en projectes independents.

### In Rainbowsi treballs independents (2005–2008)

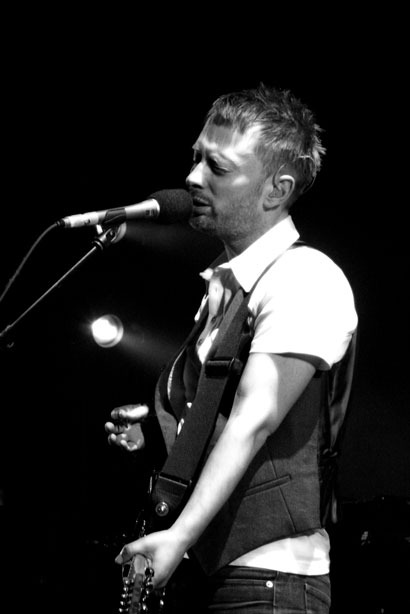
Yorke en concert amb Radiohead (2006).

Radiohead va començar a treballar en el setè àlbum a principis de l'any 2005, però no van començar les sessions de gravació fins a l'any següent. Inicialment van treballar amb Mark Stent com a productor, però vers la fi de l'any 2006, després de realitzar una petita gira a Europa i als Estats Units on van tocar diverses cançons noves, van decidir tornar a comptar amb Nigel Godrich per acabar l'enregistrament a diverses localitats angleses.
El nou àlbum, titulat In Rainbows, es va publicar a l'octubre de 2007 en format digital al web oficial del grup. Els usuaris es podien descarregar l'àlbum gratuïtament i llavors realitzar un pagament voluntari. Aquesta inusual estratègia de llançament fou anunciada deu dies abans de la data de llançament fou ben rebuda per la indústria musical. Només en el primer dia del llançament es van produir 1,2 milions de descàrregues, però la banda no va anunciar el resultat econòmic oficials. Posteriorment es van llançar vinils i CDs de l'àlbum, oficialment, al desembre de 2007 al Regne Unit. El disc va esdevenir el cinquè de la seva trajectòria en ser número u al seu país. Fou nominat als Premis Mercury i va guanyar el Grammy al millor àlbum alternatiu. El seu equip de producció també va guanyar un Grammy per la millor edició limitada especial i, per tercera ocasió, van ser nominats a millor àlbum de l'any.
El juny de 2008, la discogràfica EMI va llançar un àlbum recopilatori de grans èxits titulat Radiohead: The Best Of. La compilació es va publicar sense influències del grup, ja que no contenia cap cançó del nou àlbum perquè el grup havia abandonat el segell.

### The King of Limbs(2009−2012)
A mitjans de 2009, Radiohead va iniciar les sessions d'enregistrament pel nou treball amb la producció de Nigel Godrich. A l'agost van llançar dos senzills a través del seu web, primer "Harry Patch (In Memory Of)", gravat com a tribut del recentment mort Harry Patch, l'últim soldat britànic supervivent de la Primera Guerra Mundial. El seu preu fou d'una lliura que donaren a la The Royal British Legion. L'altra cançó fou "These Are My Twisted Words", disponible gratuïtament amb un conjunt de fotografies. En una entrevista, York va suggerir que el grup s'estava centrant a llançar EPs en lloc d'un àlbum d'estudi. Tanmateix, O'Brien va declarar a final d'any que començarien a treballar en el proper àlbum el gener de 2010. Al gener van realitzar el seu únic concert de 2010 a Los Angeles per contribuir amb l'organització benèfica Oxfam, recaptant prop de mig milió de dòlars que es dedicaren a l'ajuda de les víctimes del terratrèmol d'Haití del 2010.
L'enregistrament del seu vuitè àlbum va finalitzar el gener de 2011 i el seu títol fou anunciat a mitjans de febrer. The King of Limbs es va publicar el 18 de febrer en format digital a través del lloc web oficial del grup, i fins al març no es va produir el llançament en format físic. Al maig van llançar una edició especial del disc en format "diari". Tant al Regne Unit com als Estats Units va debutar entre els deu primers llocs a les respectives llistes de senzills. A diferència del meticulós procés de gravació i d'una instrumentació més rockera que van realitzar amb In Rainbows, en aquest treball es van mostrar més espontanis i van utilitzar turntables.
La majoria de crítiques foren força positives i fou nominat a en cinc categories dels premis Grammy malgrat no endur-se cap premi finalment. Les cançons "Supercollider" i "The Butcher" van ser enregistrades durant les mateixes sessions de l'àlbum però finalment no s'hi van incloure, i posteriorment les van llançar individualment pel Record Store Day. El juny de 2011, Radiohead va anunciar un conjunt de remescles sobre les cançons de l'àlbum que van compilar en l'àlbum de remescles TKOL RMX 1234567, llançat al setembre.
Per tocar tot el material rítmicament complex de l'àlbum en viu, Radiohead va comptar amb el bateria Clive Deamer que col·laborava en les gires de Portishead. Amb ell van enregistrar una nova sessió que van llançar amb el títol de The King of Limbs: Live from the Basement al desembre de 2011. En les hores prèvies al concert que havien de realitzar al Downsview Park de Toronto el 16 de juny de 2012, últim concert dins la seva gira nord-americana, el sostre de l'escenari es va esfondrar. Com a resultat, el tècnic Scott Johnson va morir i tres membres més van ser ferits, a més, la majoria de l'equip musical i lumínic va ser destruït. Radiohead va cancel·lar el concert i va posposar tota la gira europea que tenia preparada. En el primer concert de la gira ja reestructurada, la banda va rendir homenatge a Johnson i a tot l'equip de gira.

### Futur
Al febrer de 2013, Greenwood va assenyalar que la banda estava treballant en el novè àlbum d'estudi pel final de l'estiu. Posteriorment, Yorke va explicar que el seu procés s'allargaria més temps, ja que probablement s'agafarien un descans.

## El grup

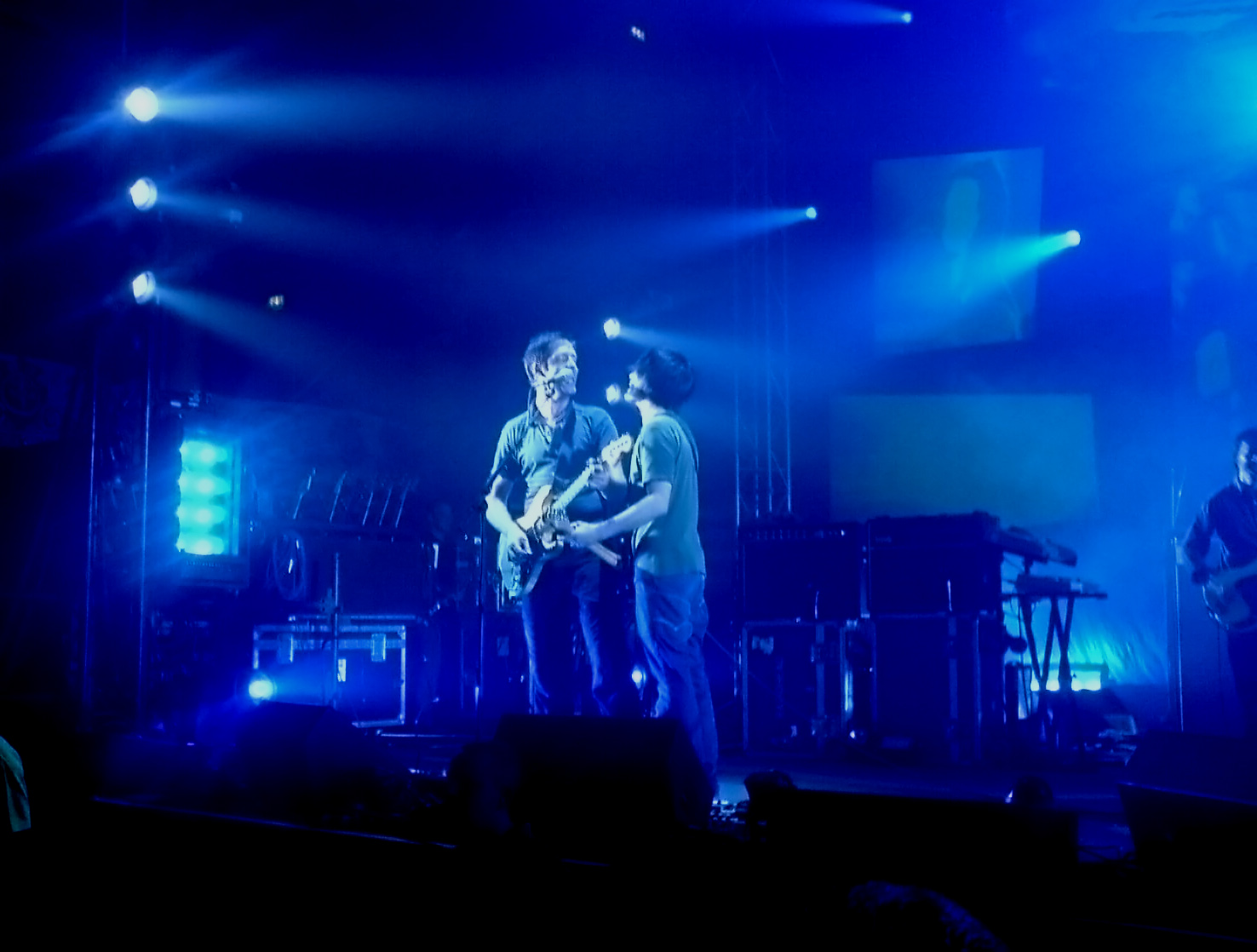
Ed O'Brien i Jonny Greenwood

Radiohead és considerat com un dels grups musicals més creatius de la seva era, atraient a múltiples seguidors als seus concerts i influint a grups i artistes de diversos gèneres. Radiohead ha tingut un sorpressiu èxit comercial tenint en compte que molts treballs es basen en un estil experimental allunyat de modes i corrents musicals. La banda s'ha destacat per mantenir independència política i musical, malgrat treballar per a EMI, un dels més grans segells discogràfics.
L'estil musical de Radiohead, notable per la seva varietat i experimentació, pot ser explicat pels variats gustos musicals dels seus integrants. El guitarrista principal de la banda, Jonny Greenwood, és un músic que toca des de la guitarra fins a instruments com les ones Martenot, el banjo, la viola i l'harmònica. El cantant i capdavanter Thom Yorke, a més d'escriure la majoria de les lletres, toca diversos instruments i s'enfoca en la manipulació digital del so, a través de la música electrònica.
A pesar que Yorke i Greenwood són vists en general com les principals influències creatives en la banda, la creació de les lletres és un treball gairebé independent de Thom Yorke (amb algunes excepcions) i el so del grup és principalment, un treball en conjunt de tots els integrants, que són citats per igual en els crèdits dels seus discos. Per exemple, Ed O'Brien és usualment el guitarrista i vocalista de suport de la banda, però és també el responsable de diversos dels sorolls i efectes sonors que s'escolten en els seus temes (com en el final de "Karma Police") i un bon bateria.
Des de les sessions d'enregistrament de Kid A i Amnesiac els integrants de la banda s'han sentit menys restringits a tocar sempre el seu instrument i sovint canvien de rols segons el que requereixi la cançó, a pesar que en els concerts, l'elecció dels instruments sol ser més fixa. L'esperit de col·laboració creativa de la banda es veu també reflectit en la propera relació del grup amb els seus productors, en particular amb Nigel Godrich, qui va treballar com enginyer a The Bends i després com a productor juntament amb la banda a OK Computer i en els tres àlbums que li van seguir, a més de produir el disc en solitari de Yorke, The Eraser (2006).
El productor Nigel Godrich ha estat nomenat sovint com el "sisè radiohead", en al·lusió al treball de George Martin amb The Beatles. No obstant això, aquesta associació ha estat, almenys temporalment, trencada, a causa de la decisió de la banda de treballar amb Mark "Spike" Stent en les darreres sessions d'enregistrament de la banda. L'artista gràfic Stanley Donwood també ha col·laborat assíduament amb el grup, realitzant totes les portades dels seus discs i també l'art visual del grup des de 1994. Dilly Gent és el responsable de tots els videoclips des de OK Computer i Peter Clements ("Plank") és el tècnic que sempre acompanya el grup en tots els enregistraments i les actuacions en directe.
L'evolució en l'estil musical que ha seguit el grup ha estat força marcada i això també es pot entreveure en els diferents grups que han influenciat en la composició de cançons. Les influències inicials foren Queen, Scott Walker, Elvis Costello, Joy Division, Siouxsie and the Banshees, y R.E.M., Pixies, The Smiths i Sonic Youth. A mitjans dels 90 es van interessar en la música electrònica per realitzar OK Computer i es van inspirar en DJ Shadow, però també per Ennio Morricone, The Beatles i The Beach Boys. Per a Kid A i Amnesiac, Yorke es va inclinar per la música glitch, el tecno ambient i IDM com el grup Aphex Twin, i també el jazz de Miles Davis, Charles Mingus i Alice Coltrane. Greenwood es va interessar per la música clàssica, especialment per l'obra dels compositors Krzysztof Penderecki i Olivier Messiaen. Per a Hail to the Thief van recuperar un so més inicial de la seva trajectòria per donar èmfasi en les guitarres de rock. Per In Rainbows van barrejar els estils anteriors amb una nova experimentació musical influenciada per Björk, Liars, Modeselektor i Spank Rock.

### Membres
- Thom Yorke - cantant, guitarra, piano, ordinador portàtil i pandereta.
- Jonny Greenwood - guitarra, teclats, circuits, Ones Martenot, piano, glockenspiel.
- Ed O'Brien - guitarra, percussió, efectes de so, piano i veus addicionals.
- Colin Greenwood - baix, teclats, sintetitzador, sampler i pandereta.
- Phil Selway - bateria i percussió.

## Art
A més de la seva música, Radiohead es caracteritza per un curiós art en el seu discs.
L'artista gràfic Stanley Donwood és altre col·lega de la banda, havent produït juntament amb Yorke (qui sovint apareix sota el pseudònim "Tchock", "Tchocky", "Dr. Tchock", o "The White Xocolata Farm") tot l'art visual de la banda (excepte els videoclips) des de l'EP My Iron Lung.
Per a Radiohead, Donwood ha creat art que va des de pintures a l'oli a imatges creades per ordinador i fins a collages (com els que apareixen a OK Computer). Donwood prefereix treballar en el mateix lloc en el qual la banda està gravant per a així trobar un "equivalent visual" al seu so. Així el treball de Stanley ha influït en la imatge pública de la banda i és responsable de diversos dels "logotips" o imatges amb els quals s'identifica a Radiohead.
Els temes que apareixen en el seu art apareixen com un catalitzador dels temes que tracta Yorke en les seves lletres; i juntament amb aquest va guanyar un Premi Grammy en 2002 per una edició especial de Amnesiac amb forma de llibre. La relació entre Yorke i Downwood s'arrossega des dels temps que ambdós estudiaven art a la Universitat de Exeter.

## Curiositats
- Havent tocat en al voltant de 800 concerts, Radiohead rarament, si no és que mai, ha repetit un "setlist" de cançons exactament. Ed O'Brien va dir que una de les pitjors coses en la música és si una banda toca el mateix repertori cada nit[54]
- Alguns artistes que han estat convidats per Radiohead per a obrir els seus espectacles són, entre d'altres: Beck Hansen, Deerhoof, Sigur Rós, Supergrass, Spiritualized, Sparklehorse, Stephen Malkmus (dels Pavement), Kid Koala, Low, Clinic, Four Tet i The Beta Band.
- Els membres de Radiohead van aparèixer en el capítol de "Scott Tenorman Must Die" (2001) de la sèrie animada South Park.
- "You And Whose Army?" és samplejada pel grup de rap The Roots en la seva cançó Atonement del seu àlbum Game Theory.

## Discografia
- Pablo Honey (1993)
- The Bends (1995)
- OK Computer (1997)
- Kid A (2000)
- Amnesiac (2001)
- Hail to the Thief (2003)
- In Rainbows (2007)
- The King of Limbs (2011)
- A Moon Shaped Pool (2016)

## Premis i nominacions
Premis
- 2001: Grammy al millor àlbum de música alternativa
- 2009: Grammy al millor àlbum de música alternativa

Nominacions
- 1999: Grammy al millor àlbum de música alternativa
- 2001: Grammy a l'àlbum de l'any
- 2002: Grammy al millor àlbum de música alternativa
- 2004: Grammy al millor àlbum de música alternativa
- 2012: Grammy al millor àlbum de música alternativa
- 2017: Grammy al millor àlbum de música alternativa